# Porthgwidden
Porthgwidden – osada w Anglii, w Kornwalii. Leży 36 km na wschód od miasta Penzance i 376 km na południowy zachód od Londynu.